# جايمي لين شيغلر
جايمي لين شيغلر (بالإنجليزية: Jamie-Lynn Sigler)‏ وهي ممثلة و مغنية أمريكية ولدت في يوم 15 مايو 1981 في مدينة أريحا، نيويورك في الولايات المتحدة مثلت دور ميدو سوبرانو في مسلسل ذا سوبرانوس وألذي عُرض على قناة هوم بوكس أوفيس وهي من أصل يهودي سفاردي يوناني روماني.

## الأعمال
- السوبرانوز
- الحب المدمر

## روابط خارجية
- جايمي لين شيغلر على موقع IMDb (الإنجليزية)
- جايمي لين شيغلر على موقع روتن توميتوز (الإنجليزية)
- جايمي لين شيغلر على موقع ألو سيني (الفرنسية)
- جايمي لين شيغلر على موقع ميوزك برينز (الإنجليزية)
- جايمي لين شيغلر على موقع أول موفي (الإنجليزية)
- جايمي لين شيغلر على موقع قاعدة بيانات برودواي على الإنترنت (الإنجليزية)
- جايمي لين شيغلر على موقع إن إن دي بي (الإنجليزية)
- جايمي لين شيغلر على موقع ديسكوغز (الإنجليزية)
- جايمي لين شيغلر على موقع قاعدة بيانات الفيلم (الإنجليزية)
- جايمي لين شيغلر على موقع كينوبويسك (الروسية)